# Zjawisko atmosferyczne z 1561 roku nad Norymbergą

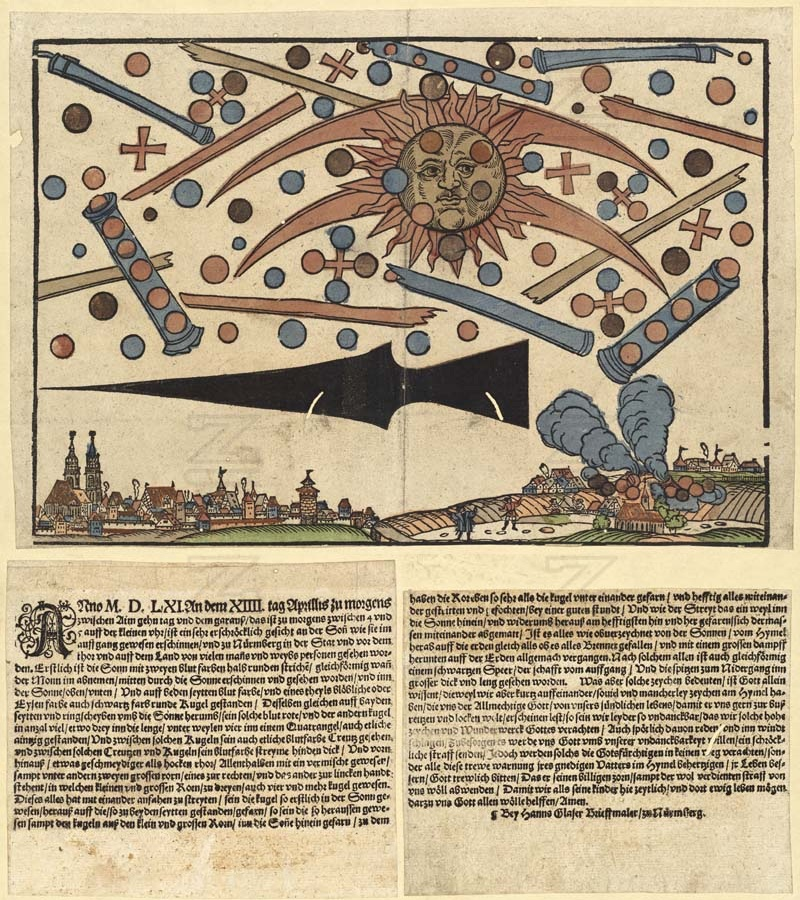
Ilustracja przedstawiająca zjawisko atmosferyczne nad Norymbergą 14 kwietnia 1561 roku, kronika z 1561 roku

Zjawisko atmosferyczne z 1561 roku nad Norymbergą – zbiorowa obserwacja zjawiska atmosferycznego lub niezidentyfikowanych obiektów latających (NOL), która miała miejsce w 1561 roku nad Norymbergą (w tamtym czasie będącą wolnym miastem Rzeszy w obrębie Świętego Cesarstwa Rzymskiego). Pogląd ten jest przeważnie odrzucany przez sceptyków, niektórzy z nich odwołują się do prac Carla Junga z połowy XX wieku na ten temat, podczas gdy inni uważają, że zaobserwowane zjawisko było obserwacją słońca pobocznego.

## Historia
Artykuł z kwietnia 1561 roku z ówczesnej kroniki opisuje zbiorową obserwację zjawiska atmosferycznego na niebie. Kronika zawierająca ilustracje w postaci drzeworytu oraz opis sporządzony przez Hansa Glasera mierzący 26,2 centymetra na 38 centymetrów. Dokument jest zarchiwizowany i znajduje się w kolekcji druków i rysunków w bibliotece Zentralbibliothek w Zurychu w Szwajcarii.
Wedle kroniki około świtu 14 kwietnia 1561 roku „wielu mężczyzn i niewiast” mieszkających w Norymberdze widziało to, co kronika opisuje jako bitwę powietrzną „ze słońca”, po której pojawił się duży czarny obiekt w trójkątnym kształcie i wycieńczone walczące kule spadające na ziemię w kłębach dymu. Zgodnie z zapisami kroniki, świadkowie widzieli setki kul, cylindrów i innych osobliwie ukształtowanych obiektów, które chaotycznie poruszały się nad głowami. Ilustracja w formie drzeworytu ukazuje obiekty w rozmaitych kształtach, włączając w to kształt krzyża (z lub bez kul na końcu swych ramion), małe kule, dwa wielkie półksiężyce, czarną włócznię i cylindryczne obiekty, z których część małych kul pojawiło się i krążyło po niebie o świcie.

## Zapisy w kronice
Pierwotnie zapisana w kronice wzmianka była napisana w języku niemieckim. Tłumaczenie na język polski brzmi następująco:
O poranku 14 kwietnia 1561 roku, o brzasku, pomiędzy godziną 4 a 5 rano, pojawiła się straszna zjawa na słońcu, a potem widziana była ona w Norymberdze w mieście, przed wrotami miejskimi i we wsiach – przez wielu mężczyzn i niewiast. Z początku pośrodku słońca pojawiły się dwa krwistoczerwone półokrągłe łuki, takie jak miesiąc w swej ostatniej kwadrze. A na słońcu, nad oraz poniżej, oraz po obu stronach, krwistej barwy, znajdowała się krągła kula, częściowo matowa, a częściowo o barwie czarnego żelaza. Podobnie stały po obu stronach i jako torus wokół słońca, takie krwistoczerwone jak i inne kule w dużej liczbie, około trzech w linii i czterech w kwadracie, a niektóre także pojedynczo. Pomiędzy tymi kulami było widocznych również kilka krwistoczerwonych krzyży, pomiędzy którymi znajdowały się krwistoczerwone pasy, grubsze na tyle, a od przodu giętkie jak łodygi trzciny, które były przeplecione, pomiędzy nimi dwie duże żerdzie, jedna po prawej, druga po lewej, a pomiędzy małymi i dużymi żerdziami znajdowały się także trzy, a także cztery i więcej kul. Wszystkie te ciała zaczęły walczyć pomiędzy sobą, tak że kule które były z początku na tarczy słonecznej, poleciały do tych znajdujących się po obu stronach, potem kule znajdujące się poza słońcem, w małych i wielkich żerdziach, poleciały w słońce. Poza tym kule latały w jedną i drugą stronę walcząc zaciekle ze sobą przez ponad godzinę. A kiedy pojedynek zarówno ten w obrębie słońca jak i obok był najbardziej intensywny, kule zaczęły okazywać zmęczenie do tego stopnia, że jako powiedziano powyżej, spadły ze słońca na ziemię „jakby całe spłonęły”, po czym słabły na ziemi z niezmiernym dymem. Po tym wszystkim widziano coś niczym czarna włócznia, długa i gruba; trzpień wskazywał wschód, a czubek skierowany był na zachód. Cokolwiek znaczą te znaki, tylko Bóg wie. Mimo że na niebie widzieliśmy krótko po sobie wiele rodzajów znaków, które zesłał nam wszechmogący Bóg, abyśmy żałowali za swoje grzechy, niestety wciąż jesteśmy tak niewdzięczni, że gardzimy takimi wzniosłymi znakami i cudami Bożymi. Albo mówimy o nich z pogardą i rzucamy je na wiatr, aby Bóg mógł zesłać na nas przerażającą karę za naszą niewdzięczność. Ostatecznie, bogobojni nie odrzucą tych znaków w żadnym wypadku, lecz wezmą je sobie do serca, jako ostrzeżenie o ich łaskawym Ojcu na niebiosach, naprawią swe życie i będą wiernie błagać Boga, żeby On mógł odwrócić Swój gniew, w tym karę, na którą sobie zasłużyliśmy, dzięki czemu możemy tymczasowo tutaj i wiecznie tam, żyć jako Jego dzieci.
W tym celu, tak nam dopomóż Boże. Amen.
Hanns Glaser, malarz z Norymbergi.

## Współczesne interpretacje
Według Jasona Colavito kronika z drzeworytem zyskała dopiero sławę we współczesnej kulturze po opublikowaniu jej w książce Carla Junga z 1958 roku pt. Nowoczesny mit. O rzeczach widywanych na niebie, w książce która zawierała analizę archetypowych znaczeń obiektów UFO. Jung wyraził pogląd, że widowisko było najprawdopodobniej naturalnym zjawiskiem atmosferycznym, które zinterpretowano przez pryzmat religii i wojny, przesłaniając rzeczywiste wydarzenia. „Jeżeli obiekty UFO były żywymi organizmami, ktoś pomyślałby o roju owadów wschodzących wraz ze słońcem, nie w celu walki ze sobą, ale aby uczcić lot nowożeńców.”.
Interpretacja militarna widziałaby żerdzie jako działa, a kule jako kule armatnie, podkreślając czarny grot włóczni na dole ilustracji przedstawiającej widowisko, a także podkreślając świadectwo Glasera o zaciętej walce kul do wyczerpania sił. Interpretacja religijna podkreślałaby widok krzyży. Według Junga widok czterech kul połączonych liniami sugeruje małżeństwa wewnątrzwspólnotowe i kształtują model „prymitywnych małżeństw w obrębie rodzeństwa stryjecznego i ciotecznego”. Postulował on również, że może być to symbol indywidualności, a skojarzenie ze wschodem słońca sugeruje „objawienie światła”.
W Wielki Piątek 1554 roku miało miejsce kolejne oblężenie, kiedy kronikarz opisał słońca poboczne jako zapowiedź woli Bożej do wyznania grzechów, tj. ofiary same na siebie sprowadziły to oblężenie. Kolejne zjawisko tego typu miało miejsce w lipcu, kiedy rycerze walczyli ze sobą ognistymi mieczami, zatem odczytywano to jako ostrzeżenie dnia Sądu Ostatecznego. Bardzo podobne obserwacje rycerzy walczących na niebie były często wspominane w czasie wojny trzydziestoletniej, toczącej się w latach 1618–1648.
Wiele podobnych kronik na temat cudownych znaków znajduje się w archiwach na terenie Niemiec i Szwajcarii; których znacznej części centrem opisywanych wydarzeń wydaje się być Norymberga, prawdopodobnie wynikając z trudności i konfliktów pomiędzy rządzącymi. Takie okoliczności zazwyczaj wzmagają ideę apokalipsy.

## Inne wydarzenia
- Zjawisko atmosferyczne z 1566 roku nad Bazyleą(inne języki)